# Tetahio Auraa
Tetahio Auraa (Tahití, 9 de julio de 1973) es un exfutbolista de Polinesia Francesa que jugaba en la posición de centrocampista.

## Carrera

### Club
Jugó toda su carrera con el AS Manu-Ura de 1995 a 2010, equipo con el que fue campeón nacional en cinco ocasiones y ganó cinco copas de fútbol.

### Selección nacional
Jugó para Tahití en 23 ocasiones de 1996 a 2008 y anotó un gol; el cual fue el de la victoria por 1-0 sobre Vanuatu en el partido por el tercer lugar de la Copa de las Naciones de la OFC 2002.

## Logros
- Primera División de Tahití (5): 1996, 2004, 2007, 2008, 2009
- Copa de Tahití (2): 2003, 2005
- Supercopa de Tahití (1): 2008
- Copa TOM (2): 1996, 2004